# Список астероїдів (39501—39600)
| Назва                    | Тимчасове позначення | Дата відкриття    | Місце відкриття                 | Відкривач                          |
| ------------------------ | -------------------- | ----------------- | ------------------------------- | ---------------------------------- |
| (39501) 1981 EV31        | 1981 EV31            | 2 березня 1981    | Обсерваторія Сайдинг-Спрінг     | Франсуа Доссен                     |
| (39502) 1981 EE36        | 1981 EE36            | 6 березня 1981    | Обсерваторія Сайдинг-Спрінг     | Ш. Дж. Бас                         |
| (39503) 1981 EC38        | 1981 EC38            | 1 березня 1981    | Обсерваторія Сайдинг-Спрінг     | Ш. Дж. Бас                         |
| (39504) 1981 EZ39        | 1981 EZ39            | 2 березня 1981    | Обсерваторія Сайдинг-Спрінг     | Ш. Дж. Бас                         |
| (39505) 1981 EX40        | 1981 EX40            | 2 березня 1981    | Обсерваторія Сайдинг-Спрінг     | Ш. Дж. Бас                         |
| (39506) 1981 EO44        | 1981 EO44            | 7 березня 1981    | Обсерваторія Сайдинг-Спрінг     | Ш. Дж. Бас                         |
| (39507) 1981 EC45        | 1981 EC45            | 7 березня 1981    | Обсерваторія Сайдинг-Спрінг     | Ш. Дж. Бас                         |
| (39508) 1981 EW46        | 1981 EW46            | 2 березня 1981    | Обсерваторія Сайдинг-Спрінг     | Ш. Дж. Бас                         |
| 39509 Kardashev          | 1981 US11            | 22 жовтня 1981    | КрАО                            | Черних Микола Степанович           |
| (39510) 1982 DU          | 1982 DU              | 21 лютого 1982    | Станція Андерсон-Меса           | Едвард Бовелл                      |
| (39511) 1985 SH1         | 1985 SH1             | 18 вересня 1985   | Обсерваторія Ла-Сілья           | Анрі Дебеонь                       |
| (39512) 1985 TA1         | 1985 TA1             | 15 жовтня 1985    | Станція Андерсон-Меса           | Едвард Бовелл                      |
| (39513) 1986 QE1         | 1986 QE1             | 26 серпня 1986    | Обсерваторія Ла-Сілья           | Анрі Дебеонь                       |
| (39514) 1986 TV3         | 1986 TV3             | 4 жовтня 1986     | Обсерваторія Клеть              | Антонін Мркос                      |
| (39515) 1986 XD5         | 1986 XD5             | 4 грудня 1986     | Обсерваторія Клеть              | Антонін Мркос                      |
| (39516) 1987 OO          | 1987 OO              | 27 липня 1987     | Обсерваторія Верхнього Провансу | Ерік Вальтер Ельст                 |
| (39517) 1988 CV2         | 1988 CV2             | 11 лютого 1988    | Обсерваторія Ла-Сілья           | Ерік Вальтер Ельст                 |
| (39518) 1988 CS4         | 1988 CS4             | 13 лютого 1988    | Обсерваторія Ла-Сілья           | Ерік Вальтер Ельст                 |
| (39519) 1988 CQ5         | 1988 CQ5             | 13 лютого 1988    | Обсерваторія Ла-Сілья           | Ерік Вальтер Ельст                 |
| (39520) 1988 NY          | 1988 NY              | 12 липня 1988     | Паломарська обсерваторія        | Е. Гелін                           |
| (39521) 1988 PQ          | 1988 PQ              | 11 серпня 1988    | Обсерваторія Сайдинг-Спрінг     | Ендрю Ноймер                       |
| (39522) 1988 RA12        | 1988 RA12            | 14 вересня 1988   | Обсерваторія Серро Тололо       | Ш. Дж. Бас                         |
| (39523) 1989 ST2         | 1989 ST2             | 26 вересня 1989   | Обсерваторія Ла-Сілья           | Ерік Вальтер Ельст                 |
| (39524) 1989 SM3         | 1989 SM3             | 26 вересня 1989   | Обсерваторія Ла-Сілья           | Ерік Вальтер Ельст                 |
| (39525) 1989 TR2         | 1989 TR2             | 3 жовтня 1989     | Обсерваторія Серро Тололо       | Ш. Дж. Бас                         |
| (39526) 1989 TW3         | 1989 TW3             | 7 жовтня 1989     | Обсерваторія Ла-Сілья           | Ерік Вальтер Ельст                 |
| (39527) 1989 TO5         | 1989 TO5             | 7 жовтня 1989     | Обсерваторія Ла-Сілья           | Ерік Вальтер Ельст                 |
| (39528) 1989 TB16        | 1989 TB16            | 4 жовтня 1989     | Обсерваторія Ла-Сілья           | Анрі Дебеонь                       |
| (39529) 1989 VJ1         | 1989 VJ1             | 3 листопада 1989  | Обсерваторія Ла-Сілья           | Ерік Вальтер Ельст                 |
| (39530) 1990 EX1         | 1990 EX1             | 2 березня 1990    | Обсерваторія Ла-Сілья           | Ерік Вальтер Ельст                 |
| (39531) 1990 ER2         | 1990 ER2             | 2 березня 1990    | Обсерваторія Ла-Сілья           | Ерік Вальтер Ельст                 |
| (39532) 1990 HZ1         | 1990 HZ1             | 27 квітня 1990    | Обсерваторія Сайдинг-Спрінг     | Роберт Макнот                      |
| (39533) 1990 QD3         | 1990 QD3             | 28 серпня 1990    | Паломарська обсерваторія        | Генрі Гольт                        |
| (39534) 1990 RK1         | 1990 RK1             | 14 вересня 1990   | Паломарська обсерваторія        | Генрі Гольт                        |
| (39535) 1990 RX7         | 1990 RX7             | 14 вересня 1990   | Обсерваторія Ла-Сілья           | Анрі Дебеонь                       |
| 39536 Lenhof             | 1990 TA11            | 10 жовтня 1990    | Обсерваторія Карла Шварцшильда  | Лутц Шмадель, Ф. Бернґен           |
| (39537) 1990 VV2         | 1990 VV2             | 12 листопада 1990 | Обсерваторія Йорії              | Масару Араї, Хіроші Морі           |
| (39538) 1991 FD2         | 1991 FD2             | 20 березня 1991   | Обсерваторія Ла-Сілья           | Анрі Дебеонь                       |
| (39539) 1991 GU4         | 1991 GU4             | 8 квітня 1991     | Обсерваторія Ла-Сілья           | Ерік Вальтер Ельст                 |
| 39540 Борхерт (Borchert) | 1991 GF11            | 11 квітня 1991    | Обсерваторія Карла Шварцшильда  | Ф. Бернґен                         |
| (39541) 1991 LA          | 1991 LA              | 3 червня 1991     | Обсерваторія Кітт-Пік           | Spacewatch                         |
| (39542) 1991 PO3         | 1991 PO3             | 2 серпня 1991     | Обсерваторія Ла-Сілья           | Ерік Вальтер Ельст                 |
| 39543 Aubriet            | 1991 PX7             | 6 серпня 1991     | Обсерваторія Ла-Сілья           | Ерік Вальтер Ельст                 |
| (39544) 1991 TN14        | 1991 TN14            | 7 жовтня 1991     | Паломарська обсерваторія        | С. де Сен-Енян                     |
| (39545) 1992 DH3         | 1992 DH3             | 25 лютого 1992    | Обсерваторія Кітт-Пік           | Spacewatch                         |
| (39546) 1992 DT5         | 1992 DT5             | 29 лютого 1992    | Обсерваторія Ла-Сілья           | UESAC                              |
| (39547) 1992 DE7         | 1992 DE7             | 29 лютого 1992    | Обсерваторія Ла-Сілья           | UESAC                              |
| (39548) 1992 DA8         | 1992 DA8             | 29 лютого 1992    | Обсерваторія Ла-Сілья           | UESAC                              |
| 39549 Касальс (Casals)   | 1992 DP13            | 27 лютого 1992    | Обсерваторія Карла Шварцшильда  | Ф. Бернґен                         |
| (39550) 1992 ES4         | 1992 ES4             | 1 березня 1992    | Обсерваторія Ла-Сілья           | UESAC                              |
| (39551) 1992 EW5         | 1992 EW5             | 2 березня 1992    | Обсерваторія Ла-Сілья           | UESAC                              |
| (39552) 1992 EY7         | 1992 EY7             | 2 березня 1992    | Обсерваторія Ла-Сілья           | UESAC                              |
| (39553) 1992 EO12        | 1992 EO12            | 6 березня 1992    | Обсерваторія Ла-Сілья           | UESAC                              |
| (39554) 1992 EW19        | 1992 EW19            | 1 березня 1992    | Обсерваторія Ла-Сілья           | UESAC                              |
| (39555) 1992 EY32        | 1992 EY32            | 2 березня 1992    | Обсерваторія Ла-Сілья           | UESAC                              |
| (39556) 1992 GF2         | 1992 GF2             | 4 квітня 1992     | Обсерваторія Ла-Сілья           | Ерік Вальтер Ельст                 |
| 39557 Gielgud            | 1992 JG              | 2 травня 1992     | Обсерваторія Кітт-Пік           | Spacewatch                         |
| 39558 Кішін (Kishine)    | 1992 KC              | 24 травня 1992    | Обсерваторія Ґейсей             | Тсутому Секі                       |
| (39559) 1992 OL8         | 1992 OL8             | 22 липня 1992     | Обсерваторія Ла-Сілья           | Анрі Дебеонь, Альваро Лопес-Ґарсіа |
| (39560) 1992 PM2         | 1992 PM2             | 2 серпня 1992     | Паломарська обсерваторія        | Генрі Гольт                        |
| (39561) 1992 QA          | 1992 QA              | 19 серпня 1992    | Обсерваторія Сайдинг-Спрінг     | Роберт Макнот                      |
| (39562) 1992 QK          | 1992 QK              | 25 серпня 1992    | Обсерваторія Кійосато           | Сатору Отомо                       |
| (39563) 1992 RB          | 1992 RB              | 2 вересня 1992    | Обсерваторія Сайдинг-Спрінг     | Роберт Макнот                      |
| 39564 Tarsia             | 1992 RT5             | 2 вересня 1992    | Обсерваторія Ла-Сілья           | Ерік Вальтер Ельст                 |
| (39565) 1992 SL          | 1992 SL              | 24 вересня 1992   | Паломарська обсерваторія        | Е. Гелін, Кеннет Лоренс            |
| 39566 Carllewis          | 1992 SQ1             | 26 вересня 1992   | Обсерваторія Ґейсей             | Тсутому Секі                       |
| (39567) 1992 ST2         | 1992 ST2             | 22 вересня 1992   | Паломарська обсерваторія        | Е. Гелін                           |
| (39568) 1992 SM3         | 1992 SM3             | 24 вересня 1992   | Обсерваторія Кітт-Пік           | Spacewatch                         |
| (39569) 1992 SV3         | 1992 SV3             | 24 вересня 1992   | Обсерваторія Кітт-Пік           | Spacewatch                         |
| (39570) 1992 SV11        | 1992 SV11            | 28 вересня 1992   | Обсерваторія Кітт-Пік           | Spacewatch                         |
| 39571 Пюклер (Puckler)   | 1992 SN24            | 21 вересня 1992   | Обсерваторія Карла Шварцшильда  | Ф. Бернґен                         |
| (39572) 1993 DQ1         | 1993 DQ1             | 26 лютого 1993    | Обсерваторія Кітт-Пік           | Spacewatch                         |
| (39573) 1993 FO4         | 1993 FO4             | 17 березня 1993   | Обсерваторія Ла-Сілья           | UESAC                              |
| (39574) 1993 FM5         | 1993 FM5             | 17 березня 1993   | Обсерваторія Ла-Сілья           | UESAC                              |
| (39575) 1993 FR5         | 1993 FR5             | 17 березня 1993   | Обсерваторія Ла-Сілья           | UESAC                              |
| (39576) 1993 FO11        | 1993 FO11            | 17 березня 1993   | Обсерваторія Ла-Сілья           | UESAC                              |
| (39577) 1993 FV12        | 1993 FV12            | 17 березня 1993   | Обсерваторія Ла-Сілья           | UESAC                              |
| (39578) 1993 FV13        | 1993 FV13            | 17 березня 1993   | Обсерваторія Ла-Сілья           | UESAC                              |
| (39579) 1993 FD16        | 1993 FD16            | 17 березня 1993   | Обсерваторія Ла-Сілья           | UESAC                              |
| (39580) 1993 FF20        | 1993 FF20            | 17 березня 1993   | Обсерваторія Ла-Сілья           | UESAC                              |
| (39581) 1993 FQ21        | 1993 FQ21            | 21 березня 1993   | Обсерваторія Ла-Сілья           | UESAC                              |
| (39582) 1993 FR21        | 1993 FR21            | 21 березня 1993   | Обсерваторія Ла-Сілья           | UESAC                              |
| (39583) 1993 FN23        | 1993 FN23            | 21 березня 1993   | Обсерваторія Ла-Сілья           | UESAC                              |
| (39584) 1993 FO23        | 1993 FO23            | 21 березня 1993   | Обсерваторія Ла-Сілья           | UESAC                              |
| (39585) 1993 FJ26        | 1993 FJ26            | 21 березня 1993   | Обсерваторія Ла-Сілья           | UESAC                              |
| (39586) 1993 FW27        | 1993 FW27            | 21 березня 1993   | Обсерваторія Ла-Сілья           | UESAC                              |
| (39587) 1993 FF30        | 1993 FF30            | 21 березня 1993   | Обсерваторія Ла-Сілья           | UESAC                              |
| (39588) 1993 FZ37        | 1993 FZ37            | 19 березня 1993   | Обсерваторія Ла-Сілья           | UESAC                              |
| (39589) 1993 FL75        | 1993 FL75            | 21 березня 1993   | Обсерваторія Ла-Сілья           | UESAC                              |
| (39590) 1993 FG76        | 1993 FG76            | 21 березня 1993   | Обсерваторія Ла-Сілья           | UESAC                              |
| (39591) 1993 LR1         | 1993 LR1             | 15 червня 1993    | Обсерваторія Сайдинг-Спрінг     | Роберт Макнот                      |
| (39592) 1993 OD6         | 1993 OD6             | 20 липня 1993     | Обсерваторія Ла-Сілья           | Ерік Вальтер Ельст                 |
| (39593) 1993 OM10        | 1993 OM10            | 20 липня 1993     | Обсерваторія Ла-Сілья           | Ерік Вальтер Ельст                 |
| (39594) 1993 PP7         | 1993 PP7             | 15 серпня 1993    | Коссоль                         | Ерік Вальтер Ельст                 |
| (39595) 1993 QP6         | 1993 QP6             | 20 серпня 1993    | Обсерваторія Ла-Сілья           | Ерік Вальтер Ельст                 |
| (39596) 1993 QZ8         | 1993 QZ8             | 20 серпня 1993    | Обсерваторія Ла-Сілья           | Ерік Вальтер Ельст                 |
| (39597) 1993 RP6         | 1993 RP6             | 15 вересня 1993   | Обсерваторія Ла-Сілья           | Ерік Вальтер Ельст                 |
| (39598) 1993 RG13        | 1993 RG13            | 14 вересня 1993   | Обсерваторія Ла-Сілья           | Анрі Дебеонь, Ерік Вальтер Ельст   |
| (39599) 1993 SC6         | 1993 SC6             | 17 вересня 1993   | Обсерваторія Ла-Сілья           | Ерік Вальтер Ельст                 |
| (39600) 1993 TX15        | 1993 TX15            | 9 жовтня 1993     | Обсерваторія Ла-Сілья           | Ерік Вальтер Ельст                 |

| ← Астероїди 30001—40000 → |             |             |             |             |             |             |             |             |             |
| 30001—30100               | 31001—31100 | 32001—32100 | 33001—33100 | 34001—34100 | 35001—35100 | 36001—36100 | 37001—37100 | 38001—38100 | 39001—39100 |
| 30101—30200               | 31101—31200 | 32101—32200 | 33101—33200 | 34101—34200 | 35101—35200 | 36101—36200 | 37101—37200 | 38101—38200 | 39101—39200 |
| 30201—30300               | 31201—31300 | 32201—32300 | 33201—33300 | 34201—34300 | 35201—35300 | 36201—36300 | 37201—37300 | 38201—38300 | 39201—39300 |
| 30301—30400               | 31301—31400 | 32301—32400 | 33301—33400 | 34301—34400 | 35301—35400 | 36301—36400 | 37301—37400 | 38301—38400 | 39301—39400 |
| 30401—30500               | 31401—31500 | 32401—32500 | 33401—33500 | 34401—34500 | 35401—35500 | 36401—36500 | 37401—37500 | 38401—38500 | 39401—39500 |
| 30501—30600               | 31501—31600 | 32501—32600 | 33501—33600 | 34501—34600 | 35501—35600 | 36501—36600 | 37501—37600 | 38501—38600 | 39501—39600 |
| 30601—30700               | 31601—31700 | 32601—32700 | 33601—33700 | 34601—34700 | 35601—35700 | 36601—36700 | 37601—37700 | 38601—38700 | 39601—39700 |
| 30701—30800               | 31701—31800 | 32701—32800 | 33701—33800 | 34701—34800 | 35701—35800 | 36701—36800 | 37701—37800 | 38701—38800 | 39701—39800 |
| 30801—30900               | 31801—31900 | 32801—32900 | 33801—33900 | 34801—34900 | 35801—35900 | 36801—36900 | 37801—37900 | 38801—38900 | 39801—39900 |
| 30901—31000               | 31901—32000 | 32901—33000 | 33901—34000 | 34901—35000 | 35901—36000 | 36901—37000 | 37901—38000 | 38901—39000 | 39901—40000 |